# Basilika Unserer Lieben Frau vom Heiligen Herzen

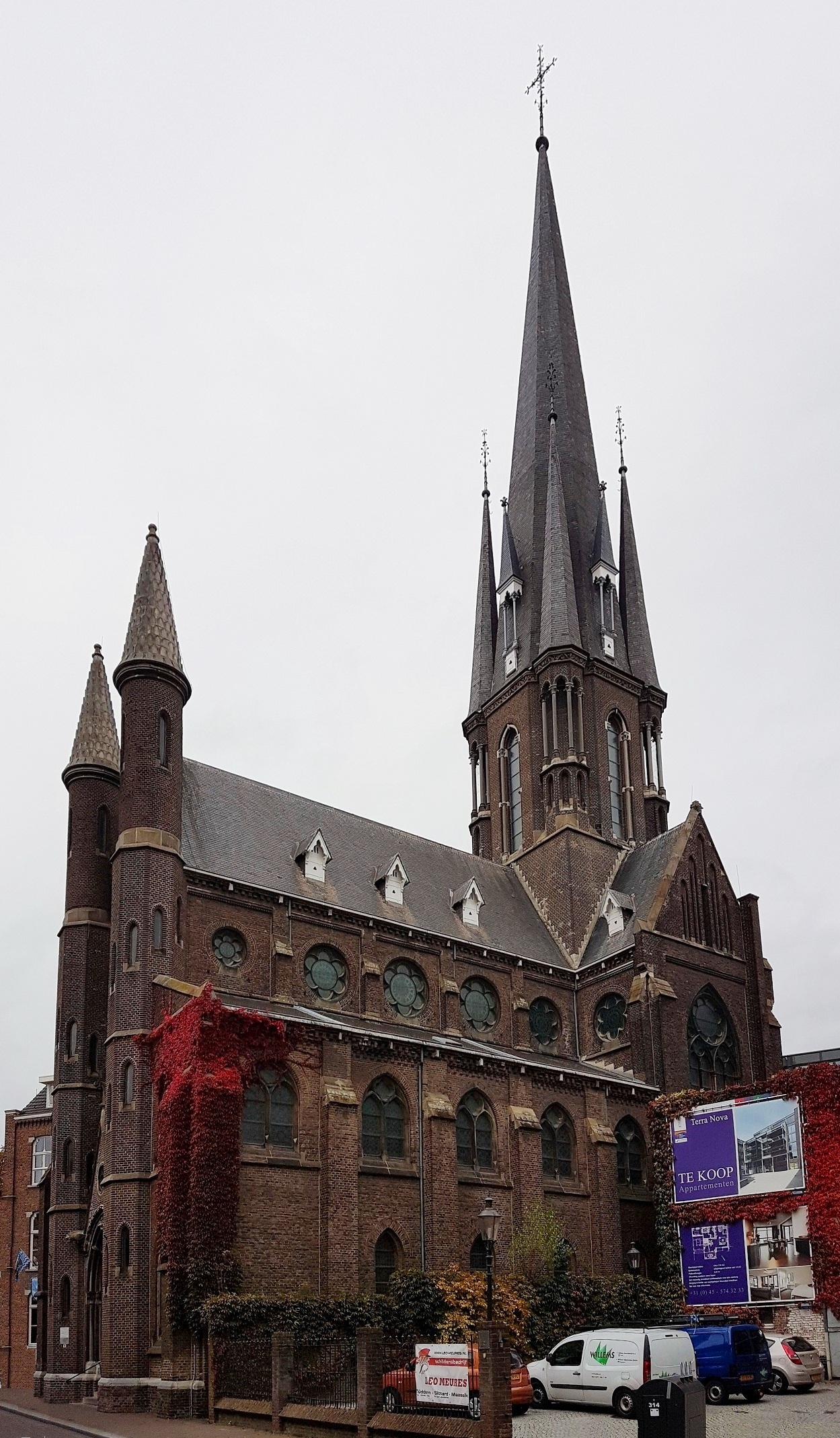
Basilika Unserer Lieben Frau vom Heiligen Herzen

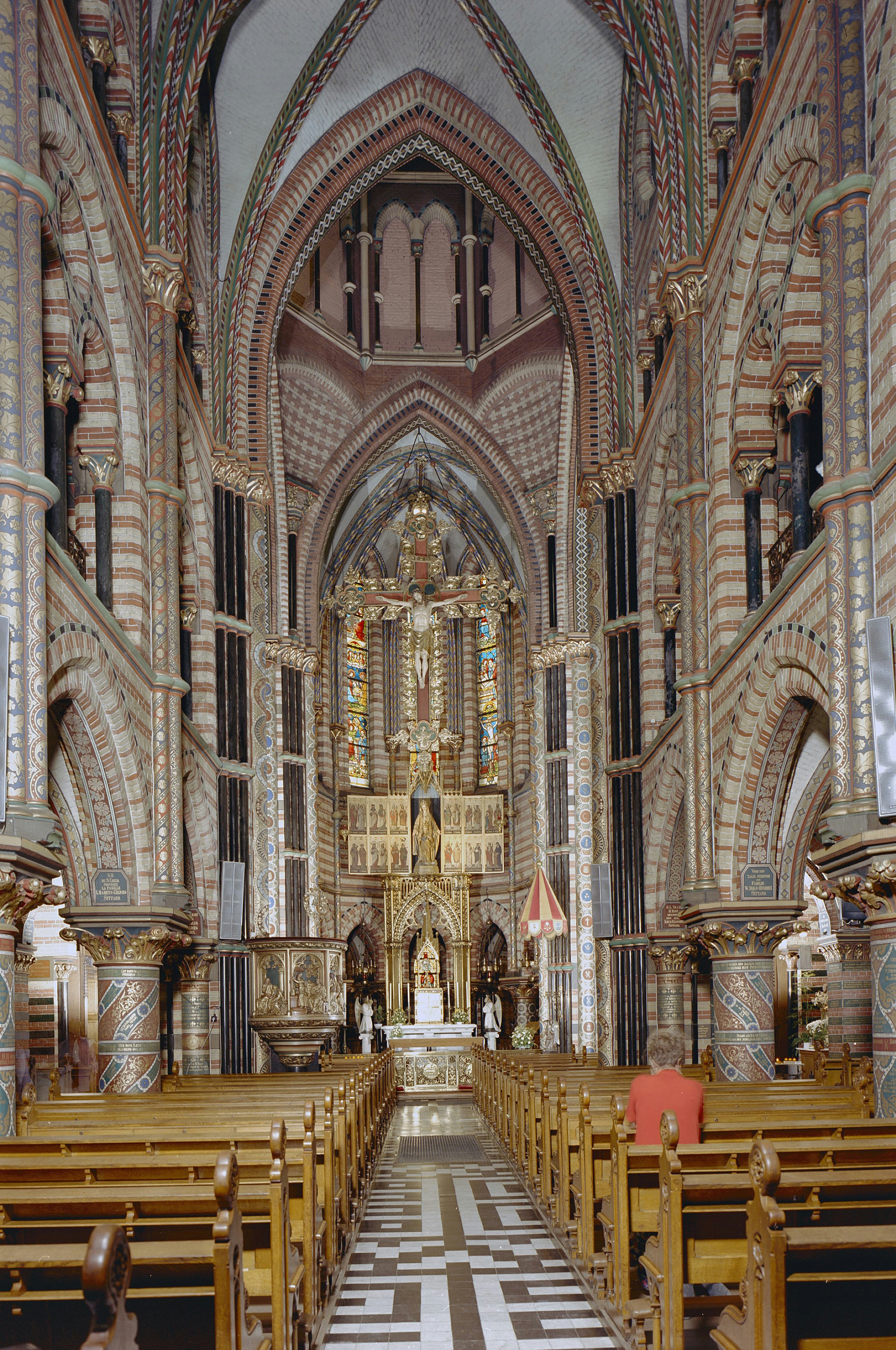
Innenansicht zum Chor

Die Basilika Unserer Lieben Frau vom Heiligen Herzen Jesu (niederländisch Basiliek van Onze-Lieve-Vrouw van het Heilig Hart) ist eine römisch-katholische Kirche in Sittard in der niederländischen Provinz Limburg. Sie steht am Alten Markt zwischen dem Dominikaner- und dem Ursulinenkloster im historischen Stadtzentrum. Die zum Bistum Roermond gehörende Wallfahrtskirche trägt den Titel einer Basilica minor und ist als Rijksmonument geschützt. Sie wird von der 1867 begründeten Erzbruderschaft Unserer Lieben Frau vom Heiligsten Herzen verwaltet.

## Geschichte
Die Kirche wurde erbaut zum Zweck der Verehrung des Heiligsten Herzens Jesu, zu der in Sittard 1867 die Erzbruderschaft Unserer Lieben Frau vom Heiligsten Herzen begründet wurde. Die Kirche sollte die zuvor genutzte kleine Kapelle des benachbarten Ursulinenklosters ersetzen. Der Bau wurde möglich durch Spenden aus den ganzen Niederlanden. Am 2. Juni 1875 wurde der Grundstein gelegt. Dieser Marmorstein stammt aus der Calixtus-Katakombe in Rom und wurde von Papst Pius IX. gestiftet. Bereits 1877 konnte der Bau abgeschlossen werden, wonach am 5. Juli 1879 Joannes Paredis als Bischof von Roermond die Kirche weihte. Im Jahr 1883 wurde sie als erste Kirche in den Niederlanden durch Papst Leo XIII. zur Basilica minor erhoben.

## Architektur
Den Auftrag für die Gestaltung der Kirche erhielt 1873 der Architekt Johannes Kayser. Kayser, ein Schüler von Pierre Cuypers, entwarf die Kirche in einem neugotischen Stil, sehr ähnlich dem seines Lehrers, besonders zu erkennen im Vergleich zu der Posthoornkerk in Amsterdam und der Munsterkerk in Roermond. Kayser entwarf später zur Erweiterung des Wallfahrtskomplexes auch den der Basilika gegenüberliegenden, 1892 gebauten Mariapark, einen quadratischen Kreuzgang mit 14 Kreuzwegstationen, der auf der für ihn typisch gewordenen norddeutschen Backsteingotik basierte.
Das Gebäude hat die Form einer Kreuzbasilika. Die Gestaltung des Innenraums ist weitgehend abgeleitet von der Kathedrale von Laon in Frankreich, einem frühgotischen Gebäude mit spätromanischen Einflüssen. Zur besseren Raumnutzung wurden nach dem Beispiel von Laon Emporen über den Seitengängen errichtet. Die Wände der Kirche sind größtenteils mit Hunderten glasierten Votivtafeln verziert. Statt eines Westturm hat die Kirche einen großen achteckigen Vierungsturm mit Ecktürmchen, während die Fassade durch polygonale Treppentürme flankiert wird. Der Chor besitzt einen Umgang mit Kapellenkranz, nachempfunden der Kathedrale von Reims. Die Altäre in den Chorkapellen sind den Heiligen Angela, Augustinus, Joseph, Aloysius und Ursula geweiht.

## Ausstattung
Der bauzeitliche Zustand der Kirche blieb weitgehend authentisch erhalten. Der Hochaltar wurde von Pfarrer J. Masker gestiftet, der vergoldete Tabernakel stammt vom Aachener Goldschmied August Witte, das sechs Meter hohe hölzerne Triumphkreuz (1879) von Dechant F. X. Rutten, es symbolisiert den Baum des Lebens. Die fünf figürlichen Chorfenster verweisen auf Marias Wirken. Die Fenster in den Querarmen zeigen jeweils acht männliche und weibliche Heilige des Alten Testaments mit marialen Bezügen. Weitere wesentliche Ausstattungsstücke sind die Kanzel aus dem Jahr 1882, die Kommunionbank von 1880 und die sechs Kronleuchter.

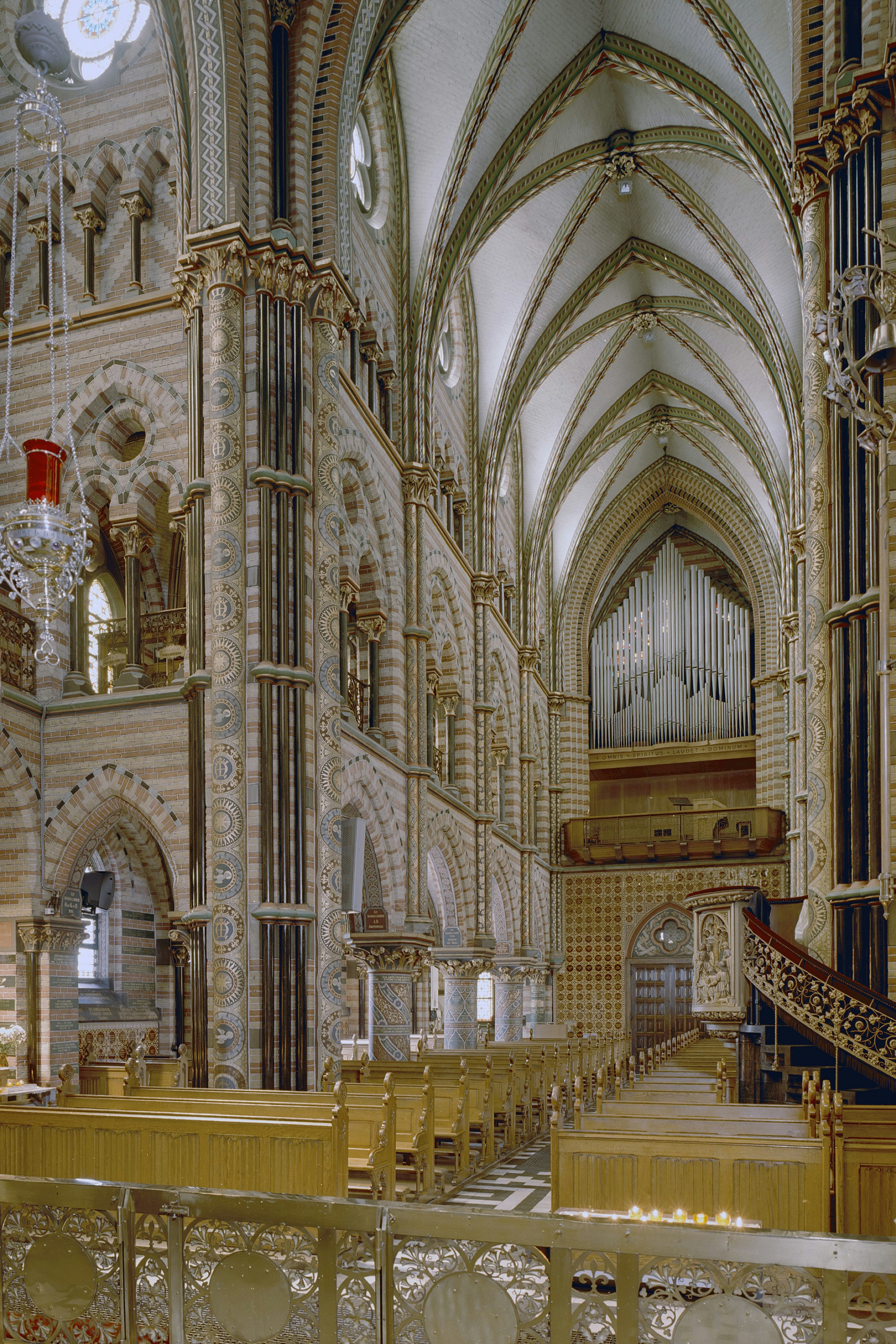
Blick auf die Orgel

Die Orgel wurde 1954 von der Orgelbaufirma M. Pereboom & Zonen erbaut. Das Kegelladen-Instrument hat elektro-pneumatische Trakturen.
- I Hauptwerk C – g3: Bourdon 16′, Prestant 8′, Roerfluit 8′, Octaaf 4′, Openfluit 4′, Prestantquint 2 2/3′, Octaaf 2′, Cornet III (discant), Mixtuur  III – V, Scherp III, Trompet 8′, Schalmei 4′
- II Schwellwerk C – g3: Tolkaan 8′, Salicionaal 8′, Zweving 8′, Holpijp 8′, Zingend Prestant 4′, Blokfluit 4′, Nachthoorn 2′, Sesquialtera II, Cymbel III, Kromhoorn 8′, Tremolo
- Pedal C – f1: Prestantbas 16′, Zachtbas 16′, Octaafbas 8′, Gemshoornbas 8′, Gedektbas 8′, Koraalbas 4′, Prestant Mixtuur III